# 国家纳米科学中心
国家纳米科学中心成立於2003年，由中国科学院和教育部联合共建，是具有独立事业单位法人资格的综合性科研机构，从事纳米科技的基础研究和应用基础研究，目标是建设成为面向国内外开放的、国际一流水平的纳米科学与技术的公共技术平台和研究基地。

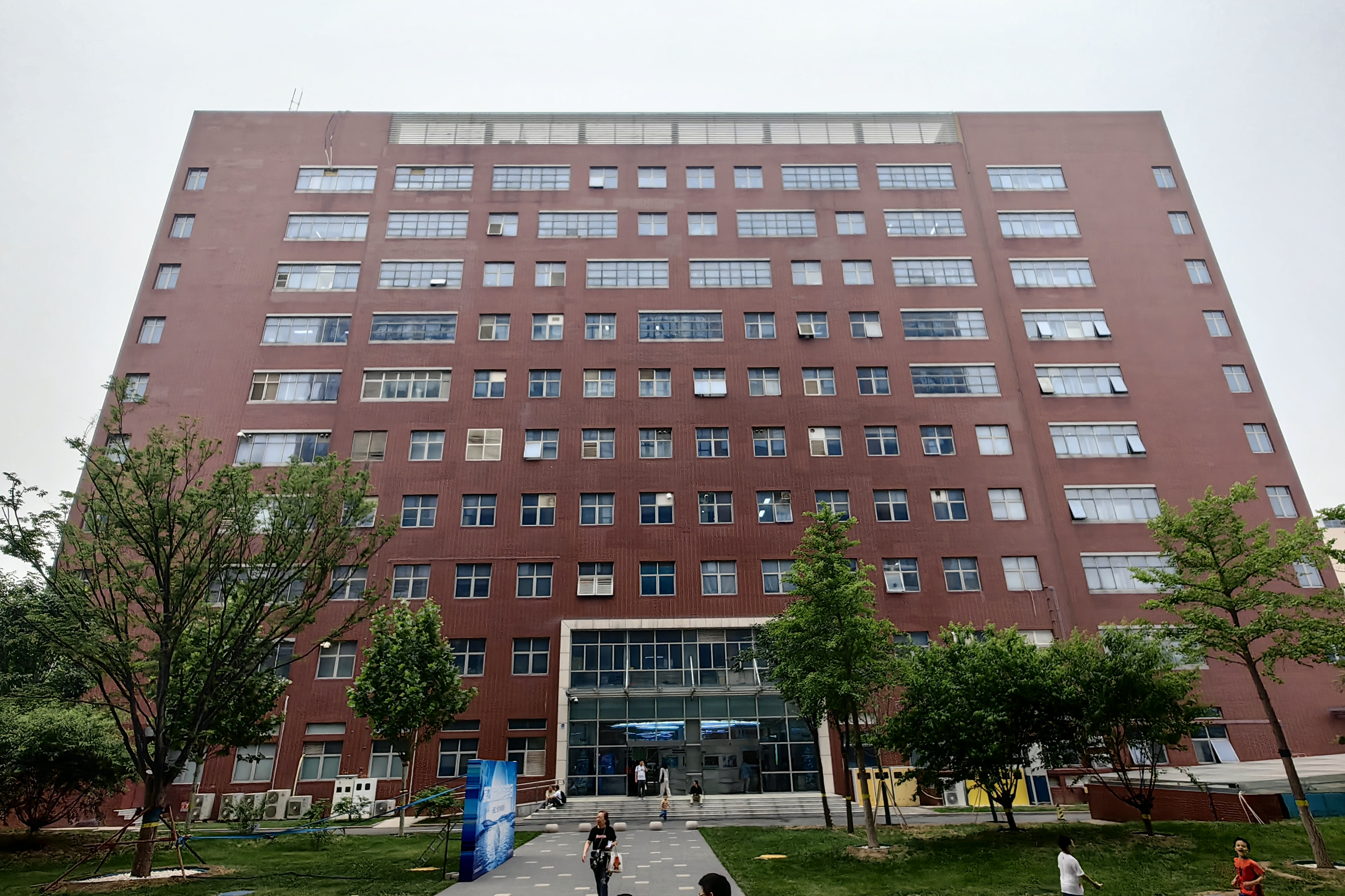
纳米科学中心科研楼

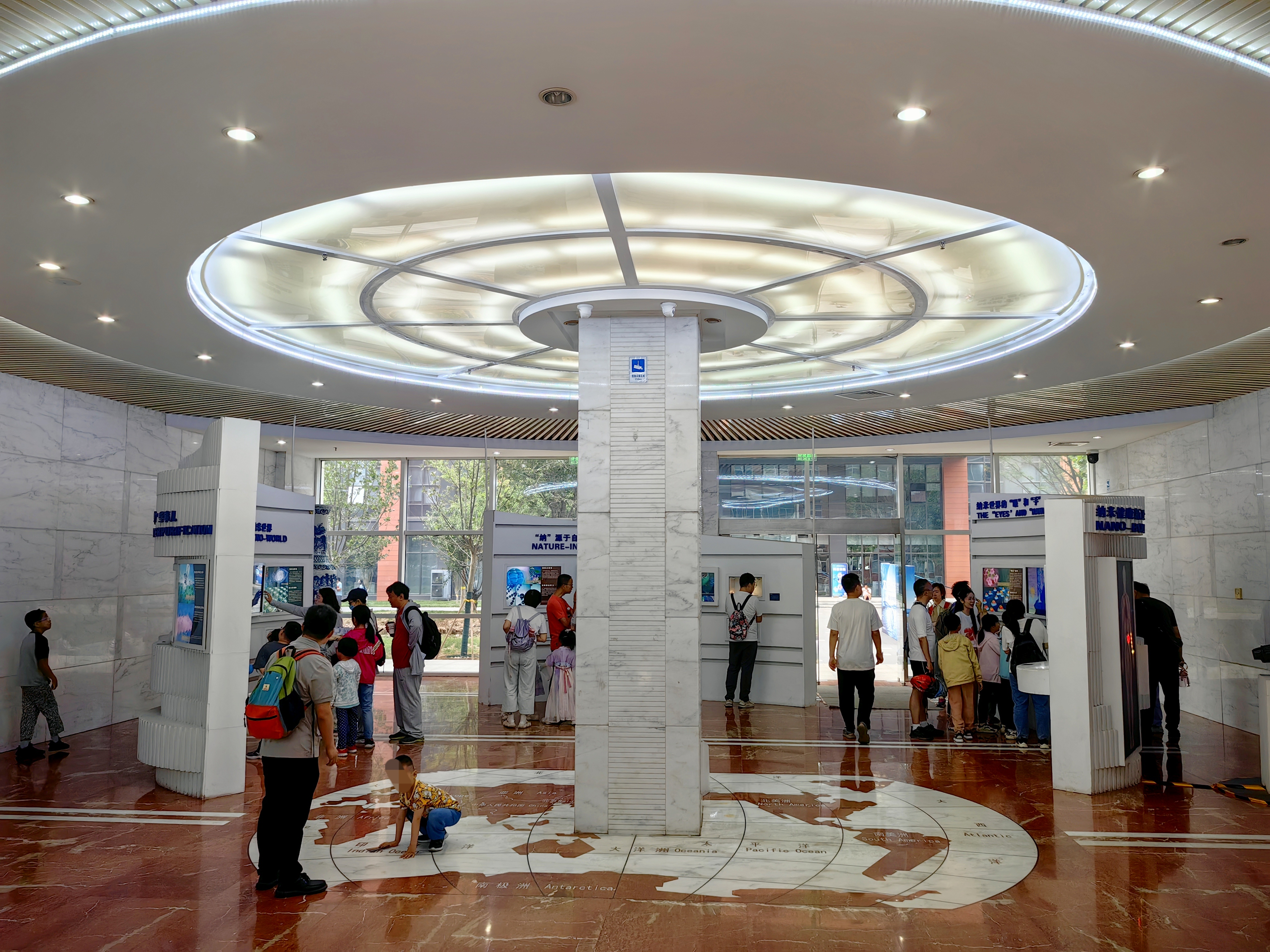
科研楼一层大厅

此机构建有纳米生物效应与安全性研究室、纳米器件研究室、纳米材料研究室、纳米表征研究室、纳米标准研究室、纳米制造与应用基础研究室、纳米加工技术实验室和纳米检测实验室，以及分布在北京大学、清华大学、军事医学科学院、中科院相关研究所等多个单位的20个协作实验室网络。截止至2012年12月，研究和技术支撑人员达到100余人，其中全职博导32名（“杰青”7人，“百人计划”17人），全职硕导27人，90%以上为归国留学人员，许多来自哈佛大学等科研教育机构。
2005年此中心开始招收研究生，经过近7年交叉学科人才培养的实践，就业率达到了100%，其中出国31%、高校及科研院所34%、企事业单位35%。在学硕士、博士研究生现有222名，其中39人参与清华、北大联合培养计划，管理上采取双学籍，毕业时授予清华或北大学位，另有9人参与中丹、中沙、中澳和中欧等联合培养项目；研究生共出国交流96人次，留学生人数也达到了30余人；同时也有150余名联合培养研究生，分别来自国内50余所高校。

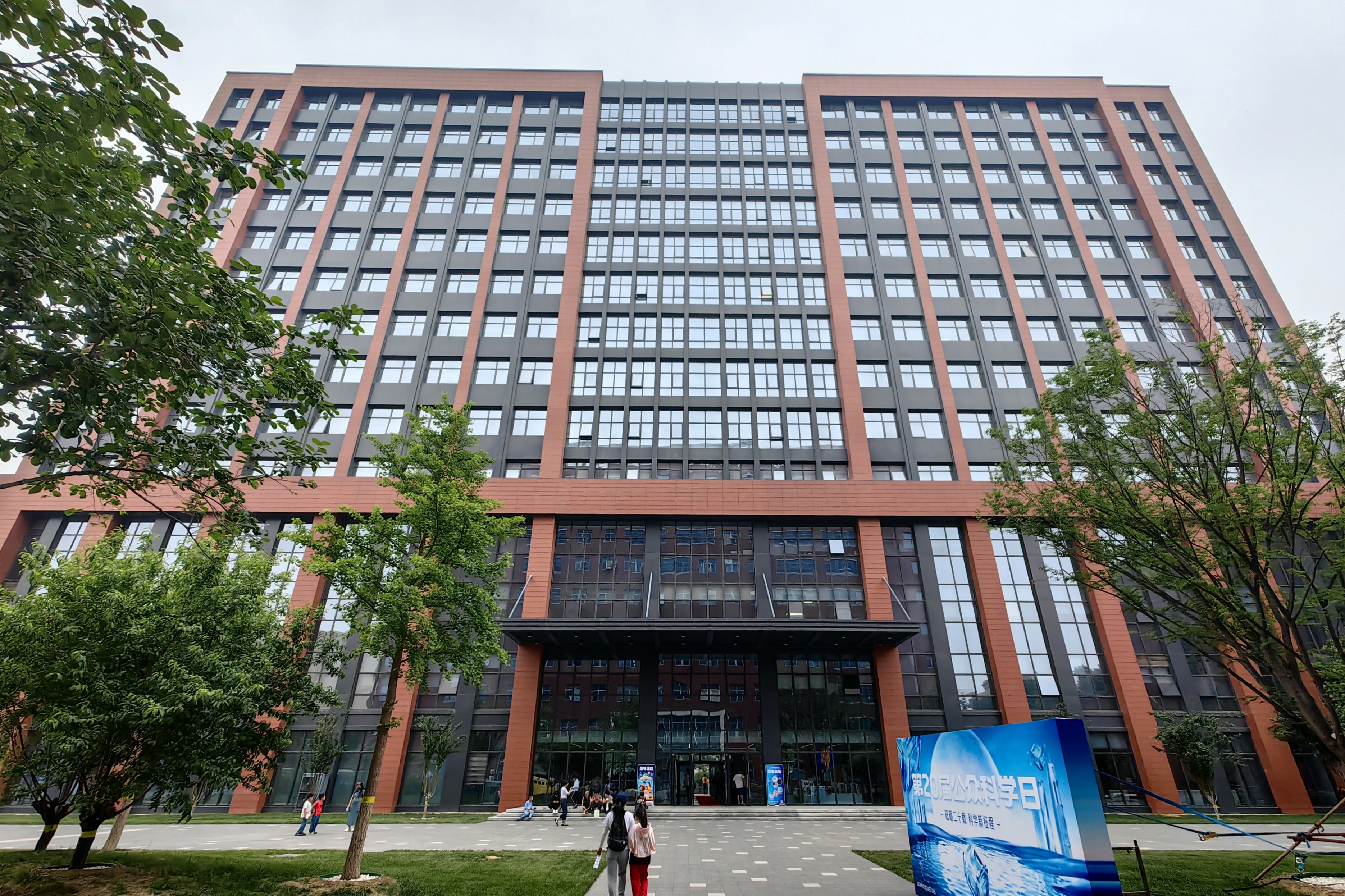
纳米科学中心研发楼

此中心有7个学科培养点，包括：纳米科学与技术（博硕）、凝聚态物理（博硕）、物理化学（博硕）、材料学（博硕）、生物物理学（硕士）、材料工程（专业型硕士）和生物工程（专业型硕士），其中纳米科学与技术是此中心在2012年申请的交叉学科。
中国国家纳米科学中心主任为赵宇亮院士，同时也是中科院纳米生物效应与安全性重点实验室主任。